# Rohrbach an der Gölsen
Rohrbach an der Gölsen är en ort och kommun  i Österrike. Den ligger i distriktet Lilienfeld i förbundslandet Niederösterreich,  50 km väster om huvudstaden Wien.
Kommunen består av fyra orter (Ortschaften) (inom parentes invånarantal 1 januari 2024):
- Bernreit (240)
- Durlaß (34)
- Prünst (65)
- Rohrbach an der Gölsen (1 180)